# Jakub Rega
Jakub Rega (ur. 7 czerwca 1989 w Skwierzynie) – polski lekkoatleta startujący w Igrzyskach Paraolimpijskich. Zawodnik cierpi od urodzenia na mózgowe porażenie dziecięce. Specjalizuje się w biegach średnich (400, 800 i 1500 metrów).
Absolwent Zespołu Szkół Ogólnokształcących nr 8 im. Józefa Piłsudskiego w Gorzowie Wielkopolskim.
W 2008 r. wystartował na Igrzyskach Paraolimpijskich w Pekinie, gdzie w biegu na 800 metrów zajął 7. miejsce. Wielokrotny złoty medalista mistrzostw Polski osób niepełnosprawnych w konkurencjach biegowych (800 i 1500 m).
W 2012 r. zawodnik ten uczestniczył w Mistrzostwach Europy w Holandii gdzie w biegu na 800m zakończył rywalizacje na 7 miejscu.

Rok 2013 zawodnik skończył z 6 miejscem w finale Mistrzostw Świata we Francuskim Lyonie (start na 800m).